# Robert Kempiński
Robert Kempiński (Gdańsk, 11 de juliol de 1977), és un jugador d'escacs polonès, que té el títol de Gran Mestre des de 1996.
A la llista d'Elo de la FIDE del gener de 2022, hi tenia un Elo de 2565 punts, cosa que en feia el jugador número 13 (en actiu) de Polònia. El seu màxim Elo va ser de 2627 punts, a la llista d'abril de 2005 (posició 86 al rànquing mundial).

## Resultats destacats en competició
Als 14 anys va guanyar el campionat júnior polonès en la seva categoria d'edat, i l'any després guanyà el campionat polonès Sub-20. Els següents anys representà Polònia en competicions internacionals. Guanyà el Campionat d'Europa d'escacs de la joventut tres vegades: 1993 (Sub-16), 1994 (Sub-18) i 1995 (Sub-18). El 1995 també guanyà el títol mundial en el Campionat del món Sub-18 a Guarapuava (Brasil), davant Emil Sutovsky. L'any següent se li atorgà el títol de Gran Mestre, i participà en la seva primera Olimpíada. Des de llavors ha participat en sis olimpíades, 1996-2006, amb una actuació global d'un 52,1%. Guanyà el Campionat polonès el 1997 i el 2001.
Les seves victòries en torneigs internacionals inclouen: Zlín (1994), Eské Budjovice (1995), Lippstadt (1995), Frýdek-Místek (1997), Biel (2000), Memorial Rubinstein (2006), Bad Zwesten (2004) Neckar-Open (Deizisau, 2005), Porzellan-Cup (Dresden, 2008).
Participà en el Campionat del món d'escacs de 2004 (FIDE), però fou eliminat en la primera ronda contra Aleksandr Lastin. L'agost de 2010 acabà 6è en el gran torneig Obert ràpid a Mainz i en el qual hi participaven 701 jugadors (el campió fou l'americà Gata Kamsky).